# Lóegaire mac Néill
Pour les articles homonymes, voir Lugaid.
Lóegaire mac Néill (fl. Ve siècle) est un Haut-Roi d’Irlande (en vieil irlandais : ard ri Erenn) semi-légendaire. Il est le fils de Niall Noigiallach ancêtre des dynasties Uí Néill. L'hagiographe du VIIe siècle Tírechán  fixe son règne à la période 427 à 463 mais beaucoup des dates associées à Lóegaire sont basées sur la construction chronologique artificielle liée à la venue de Patrick d'Irlande en 432 et l'on estime désormais qu'il est mort à la fin de la décennie 480. Lóegaire mac Néill que l'on identifie avec le « Loígaire » du Baile Chuinn Chétchathaig est associé avec trois éléments de la mythologie irlandaise : l'arrivée de Patrick, le tribut en bétail (vieil irlandais: bóroma) et la Fête de Tara.

## Légendes de Lóegaire
Selon l'hagiographe Muirchú moccu Mactheni, qui écrit vers 700, Lóegaire  « un grand roi, féroce et païen, un empereur des barbares » dominait l'Irlande à l'époque de l'arrivée de Patrick. Une nuit, alors que le roi célèbre une fête païenne à Tara, et qu'il est interdit à quiconque d'allumer un feu avant lui, comme c'est aussi la veille de Pâques, Patrick allume un feu sur une colline qui est visible de Tara. Les druides de Loégairé prédisent au roi que l'autre feu doit être éteint cette nuit-là car autrement il ne pourra plus jamais l'être.  
Loégairé convoque Patrick qui couvre de honte les druides et les conseillers du roi par une série de miracles spectaculaires et violents. Plusieurs tentatives de meurtres à son encontre sont faites par le roi et ses suivants mais Patrick avertit Loégairé qu'il doit accepter la foi nouvelle ou mourir. Ayant pris le conseil de son peuple, le roi se soumet, et Patrick lui déclare « Puisque tu as résisté à mon enseignement et été offensant envers moi, les jours de ton propre règne se poursuivront, mais aucun membre de ta postérité ne sera jamais roi ». Cette malédiction est une explication a posteriori du statut marginal du Cenél Lóegairi, une dynastie du royaume de Brega dont Loégairé est l'ancêtre éponyme.  
Le récit de Muirchú diffère de celui de Tírechán, qui dit que Lóegaire reste païen en dépit des miracles de Patrick. Il aurait reçu l'ordre de son défunt père ne pas accepter la foi, mais de recevoir une sépulture de guerrier sur la colline de Tara, en gardant les bras, le visage tourné vers le Leinster. L'hostilité de Loégairé envers le royaume de Leinster est également relevé par les chroniques d'Irlande, qui relèvent que ses activités militaires concernent principalement cette province.  Dans son testament Niall Noigiallach légue divers attributs de la royauté à ses fils et Loégairé hérite juste de la « guerre ».
Loégairé intervient dans le domaine juridique de deux façons notables : Tírechán le montre agissant en tant que juge avec Patrick dans un différend au sujet d'un héritage, et le prologue du code de lois dit Senchas Már précise que Loégairé convoque conjointement les meilleurs hommes d'Irlande, dont Patrick, afin de discuter de l'harmonisation de leurs lois. En l'occurrence, Loégairé n'est qu'un des neuf hommes à qui Patrick confie la christianisation des lois, ce qui donnera le Senchas Már.

## Règne
La royauté Loégairé est reconnue par les chroniques d'Irlande, qui indiquent qu'il tenait la « fête de Tara ». C'est probablement à l'origine un rituel païen célébré uniquement par le roi de Tara, un rite qui plus tard au Moyen Âge sera considéré comme une proclamation d'un droit à la « Royauté d'Irlande ». Loégairé est universellement reconnu comme « roi d'Irlande » par toutes les listes royales, mais à une date tellement précoce que ni lui ni aucun autre souverain ne peut avoir exercer une telle autorité. Loégairé doit avoir régné sur le Connacht, car d'après Tírechán, c'est dans la résidence royale de Rathcroghan dans l'actuel comté de Roscommon que Patrick rencontre les filles du roi.  
Selon la tradition, Loégaire succède à son cousin-germain Dathi mac Fiachra comme ard ri Érenn d’Irlande en 428 ou seulement en 445 ou même en 454/456 et il règne environ 30 ans. La fête païenne de Tara est célébrée en 454. Les Annales d'Ulster précisent que le roi serait mort sept ans sept mois et sept jours après cette cérémonie. 
La saga médiévale du « Bóroma », c'est-à-dire le « tribut en bétail », raconte le lourd tribut que doit payer le  Leinster à l'ard ri Érenn en réparation d'une ancienne trahison. Loégairé envahit le Leinster afin d'exiger l'hommage et il est capturé après sa défaite à la bataille de Áth Dara. Il est cependant libéré sur la promesse d'abandonner l'hommage et invoque les éléments comme caution de son serment. Cependant trois ans plus tard il revient au Leinster et saisit le bétail. En conséquence de quoi, il  meurt tué par les éléments : le soleil le brûle, la terre l'engloutit, et le vent qui est son souffle se retire de lui. Il existe d'autres versions de sa mort : un récit indique qu'il meurt à la suite d'une malédiction de Patrick alors qu'un autre précise qu'une prophétie annonce sa mort entre l'Irlande et la Bretagne. Ainsi, pour se soustraire à son sort, il ne va jamais en mer, mais la prophétie se réalise quand il meurt entre deux collines nommées « Eiriu » et « Albu ».

## Unions et descendance
Selon les généalogies, Lóegaire mac Néill eut trois épouses :
1) Angias (en), fille de Tassach Uí Liathain dont :
- Ennae, ancêtre du Cenél Lóegaire,
- Lugaid mac Lóegairi ;

2) Ne, fille de Scoth Noe (Breton) :
- Fedelmid ;

3) Muirecht, fille d’Eochu Muinremar de Dal Riata ;
- Eochaid Albanach.

Les généalogies donnent encore au roi 6 autres enfants dont 3 filles sans préciser le nom de leur mère :
- Eithne ;
- Fedelm ;
- Cuirche, épouse de Cronan mac Corc Eoganacht dont les Cuirceni de Mide ;
- Aed ;
- Ne, une fille qui épouse Dricriu Uí Garrchon.

## Sources
- (en) Philip Irwin « Lóegaire mac Néill (fl. 5th cent.) », Oxford Dictionary of National Biography, Oxford University Press, 2004.
- (en) Edel Bhreathnach, The kingship and landscape of Tara, Dublin, Four Courts Press for The Discovery Programme, 2005.
- (en) Dictionary of Irish Biography; article de Ailbhe  Mac Shamhrain, Loegaire
- (en) T.W Moody, F.X. Martin et F.J. Byrne, A New History of Ireland IX Maps, Genealogies, Lists. A companion to Irish History part II, Oxford, Oxford University Press, 2011, 690 p. (ISBN 978-0-19-959306-4).
- (en) Bart Jaski, Genealogical tables of medieval Irish royal dynasties, Dublin, Four Courts Press, 2013 (ISBN 9781846824265), p. 93 Tableau-15  Cenél Lóegaire